# Szajch Muhammad
Szajch Muhammad (arab. شيخ محمد) – wieś w Syrii, w muhafazie Aleppo, w dystrykcie Afrin. W 2004 roku liczyła 716 mieszkańców.